# Rettenbach (Kloster)
Rettenbach is een plaats in de Oostenrijkse gemeente Kloster, Stiermarken, en telt 95 inwoners (2001).